# 天然寺 (関市)
天然寺（てんねんじ）は岐阜県関市平賀町にある聖観世音菩薩を本尊とする曹洞宗の寺院で、山号は自性山。中濃八十八ヶ所霊場47番札所である。
寛文4年（1664年）に名古屋万松寺11世久峰淳昌によって開かれた。開基は寶林智三首座であると伝わる。明治24年（1891年）濃尾地震で倒壊し、同26年（1893年）に再建。現在に至っている。
本堂西に弘法堂があり、弘法大師と38体の観世音菩薩の石像が祀られている。